# Édouard Peisson
Édouard Peisson (ur. 7 marca 1896 w Marsylii, zm. 2 września 1963 w Ventabren) – pisarz francuski, autor licznych powieści marynistycznych.

## Życie i twórczość
Już w dzieciństwie uległ fascynacji morzem i żeglugą. Wcześnie też odbył swój pierwszy rejs jako adept szkoły morskiej. Później pełnił różne funkcje, będąc również kapitanem marynarki handlowej; pływał po Morzu Śródziemnym, Bałtyku, Atlantyku i morzach południowych. Podczas I wojny światowej uczestniczył w morskim transporcie wojsk i zaopatrzenia. Po zwolnieniu z marynarki handlowej w ramach powojennej redukcji personelu pracował jako urzędnik prefektury; wtedy podjął pierwsze próby literackie. W 1936 ostatecznie zrezygnował z pracy w administracji i odtąd poświęcił się pisarstwu. Opuścił też Marsylię osiedlając się na stałe w Luynes.
Jego utwory, których wydał blisko 40, cechowała prosta proza marynistyczna, w której wykorzystywał własne doświadczenia zdobyte w ciągu lat pracy na morzu. W latach trzydziestych XX w. wraz z kilkoma innymi twórcami (Marc Bernard, Eugène Dabit, Tristan Rémy) należał do grupy tzw. pisarzy proletariackich, skupionych wokół lewicowego dziennika "Nouvel Âge". W 1930 otrzymał swą pierwszą nagrodę literacką za powieść Kurier z Morza Białego ("Le Courrier de la mer Blanche"); w 1939 wybrano go na członka Akademii Marsylskiej. W 1940 za Podróż Edgara ("La Voyage d'Edgar") został laureatem nagrody literackiej przyznawanej przez Akademię Francuską.

## Twórczość w przekładach polskich
- Gwiazda mórz 1935 (Parti de Liverpool..., 1932)
- Sól morza 1967 (Le Sel de la mer, 1954)
- Orzeł morski 1968 (L' Aigle de mer, 1941)
- Kapitanowie linii nowojorskiej 1968 (Capitaines de la route de New York, 1953)
- Mroczny kurs 1972 (Le Pilote, 1937)
- Podróż Edgara 1972 (Le Voyage d'Edgar, 1938)
- Szlaki Ablaadów 1972 (Mer Baltique, 1936)
- Kapitan Ballero i inne opowiadania 1979 (Ballero, capitaine i inne, z lat 1928/1939)